# Круглий стіл Європейського рітейлу
Круглий стіл Європейського рітейлу (англ. European Retail Round Table, ERRT) — колишня європейська організація, яка об'єднувала найбільші компанії європейського рітейлу. Загалом в компаніях-членах круглого столу працювало 2,3 млн. співробітників, а річний оборот складав орієнтовно 400 млрд. €. Штаб-квартира організація знаходилася в Брюсселі, Бельгія.
У 2019 році ERRT припинив існування, а його члени приєдналися до EuroCommerce.

## Функціонування
Керівники компаній-учасників круглого столу збиралися двічі на рік з метою визначення стратегічного напрямку діяльності організації.
Бізнес-група, що складалася з представників компаній-членів, збиралася п'ять разів на рік для того, щоб проводити оперативне управління діяльністю спілки.
Окрім того, був невеликий постійний штат, очолюваний Генеральним директором, який виконував представницькі та виконавчі функції.

## Учасники
Учасниками круглого столу, станом на березень 2015 року, були:
| Організація       | Країна походження |
| ----------------- | ----------------- |
| Asda Walmart      | Велика Британія   |
| Auchan            | Франція           |
| C&A               | Нідерланди        |
| Carrefour         | Франція           |
| Dansk Supermarked | Данія             |
| Delhaize Group    | Бельгія           |
| El Corte Inglés   | Іспанія           |
| ICA               | Швеція            |
| IKEA              | Швеція            |
| Inditex           | Іспанія           |
| Jerónimo Martins  | Португалія        |
| Lidl              | Німеччина         |
| Marks & Spencer   | Велика Британія   |
| Mercadona SA      | Іспанія           |
| METRO Group       | Німеччина         |
| Royal Ahold       | Нідерланди        |
| Tesco             | Велика Британія   |